# 上月城之戰
上月城之戰是日本戰國時代天正6年（1578年）4月18日～7月3日，發生在播磨國上月城的毛利氏和尼子殘黨之間的戰役。
尼子主從在長達70日的籠城後投降，尼子勝久・尼子氏久・尼子通久、和勝久的嫡男尼子豐若丸等人自刃，山中幸盛（鹿介）被俘，在備中國遭到殺害，尼子氏再興也就此夢碎。

## 關連項目
- 三木合戰
- 鳥取城之戰
- 備中高松城之戰

## 外部連結
- 上月城公園 歷史資料館